# 劳拉·尼罗
劳拉·尼罗（英語：Laura Nyro，1947年10月18日—1997年4月8日）生于美国的纽约，因癌症于1997年4月8日去世。具歌手、词曲作者、钢琴演奏家、吉他手和艺术家的身份。是公认的流行乐和摇滚乐出色的表演者。

## 生平簡介
劳拉·尼罗在1966年发行首张个人专辑，随后自1967年至1971年发行了一系列专辑，像是：《Eli and the Thirteenth Confession》、《New York Tendaberry》、《Christmas and the Beads of Sweat》與《Gonna Take a Miracle》等。
1971年，24岁的尼罗退出乐坛，直到1977年才再次复出，发行了數張專輯，包含《Smile》與《Live at the Bottom Line》等。
1997年，因罹患卵巢癌去世，享年五十歲。
2012年，被正式选入摇滚名人堂。

## 音樂風格
尼罗独树一帜的将福音、爵士乐、蓝调、民谣、摇滚乐、靈魂樂等曲風，利用她有力多变的嗓音融合在她独特和弦编配的歌曲中。因此她的风格影响深远，包括托德·朗德格倫、琼尼·米歇尔與Rickie Lee Jones等歌手，皆受到其風格影響。

## 外部連結
- （英文）劳拉·尼罗官方网站
- 劳拉·尼罗作品试听[永久]
- Laura Nyro One Child Born